# Mikhaylovsk, Stavropol Krai

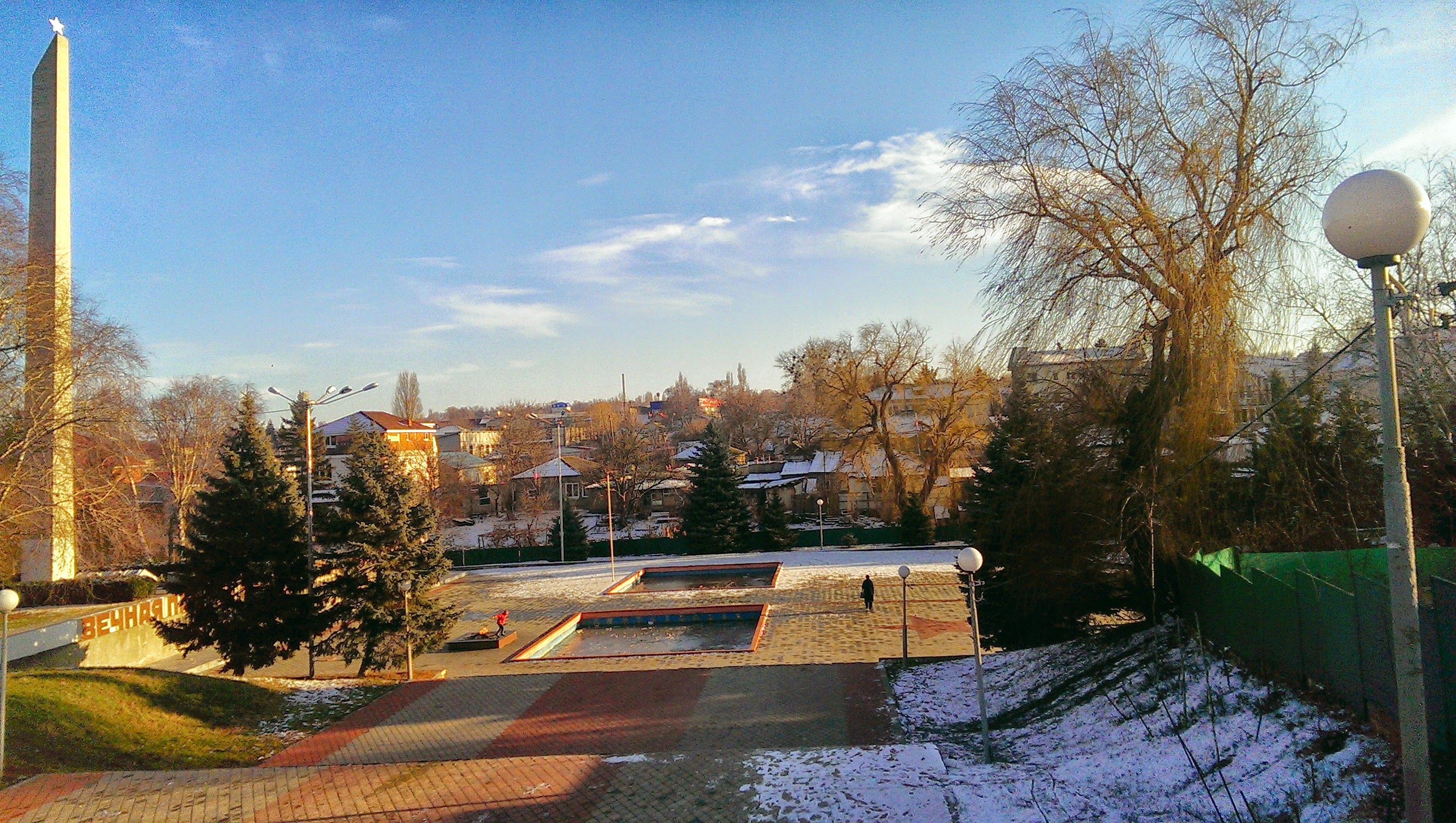
Mikhaylovsk

Mikhaylovsk (tiếng Nga: Михайловск) là một thành phố Nga. Thành phố này thuộc chủ thể Stavropol Krai, và là trung tâm hành chính của huyện Shpakovsky. Thành phố có dân số 58.153 người (theo điều tra dân số năm 2002). Đây là thành phố lớn thứ 285 của Nga theo dân số năm 2002. Dân số qua các thời kỳ: 71,018 (Điều tra dân số 2010); 58,153 (Điều tra dân số 2002); 42,993 (Điều tra dân số năm 1989).

## Nhân khẩu
- Người Nga: 50.626 người (87,1%)
- Người Armenia: 4.454 người (7,7%)
- Người Digan: 747 người (1,3%)
- Người Ukraina: 737 người (1,3%)